# اکشار
اکشار، (اکشر)، (اچهر) (انگلیسی: Akshar)، دراوپانیشاد به معنی جاویدان، بی مرگ، باقی، بی تغییر آمده‌است.

## پوروشای فنا ناپذیر
در گیتا، فصل ۱۵، آ یه‌های ۱۸ـ۱۷ـ۱۶ آمده: پروردگار کریشنا به ارجونا (Arjuna) می‌گوید که در دنیا دو «پوروشا»» وجود دارد: یکی فنا پذیر است، و دیگری فنا ناپذیر. اولی شامل موجودات زنده می‌شود، و به کوتاستها (Kutasta)، و دیگری که فناناپذیر است به اکشار (Akshar) مشهور است.